# Idionyx orchestra
Idionyx orchestra – gatunek ważki z rodziny Synthemistidae. Endemit indonezyjskiej wyspy Sumba.